# پاتریک برو
پاتریک برو (انگلیسی: Patrick Brough؛ زادهٔ ۲۰ فوریهٔ ۱۹۹۶) بازیکن فوتبال اهل بریتانیا است.
از باشگاه‌هایی که در آن بازی کرده‌است می‌توان به باشگاه فوتبال لینکولن سیتی و باشگاه فوتبال کارلایل یونایتد اشاره کرد.